# Estação La Viga
A Estação La Viga é uma das estações do Metrô da Cidade do México, situada na Cidade do México, entre a Estação Chabacano e a Estação Santa Anita. Administrada pelo Sistema de Transporte Colectivo, faz parte da Linha 8.
Foi inaugurada em 20 de julho de 1994. Localiza-se no cruzamento da Estrada La Viga com a Rua Guillermo Prieto e a Rua Tena Ventura. Atende os bairros Ampliación Asturias e Asturias, situados na demarcação territorial de Cuauhtémoc, e o bairro Jamaica, situado na demarcação territorial de Venustiano Carranza. A estação registrou um movimento de 2.575.023 passageiros em 2016.